# NGC 2974
NGC 2974 (= "NGC 2652") is een elliptisch sterrenstelsel in het sterrenbeeld Sextant. Het hemelobject werd op 6 januari 1785 ontdekt door de Duits-Britse astronoom William Herschel.

## Pseudo supernova
Het stelsel NGC 2974 vertoont aan het zuidwestelijk gedeelte ervan een voorgrondster van het melkwegstelsel, waardoor de illusie ontstaat dat er in de schijf van NGC 2974 een supernova te zien is, terwijl het in werkelijkheid een gewone ster betreft op betrekkelijk korte afstand tot het zonnestelsel.

## Synoniemen
- MCG 0-25-8
- UGCA 172
- ZWG 7.22
- IRAS09400-0328
- PGC 27762